# Veraudun
Veraudun je bil keltski bog, ki so ga častili predvsem Treveri. O njem pričata samo dva napisa iz Widdenberga v Luksemburgu, na katerih je omenjen skupaj z boginjo Inciono. Za Inciono se zato domneva, da je bila njegova spremljevalka. Na bronasti votivni daritvi je omenjen tudi kot Lenus.
V Veraudunu so Treveri morda videli poosebljenje Widdenberga, ki se je v tistem času morda imenoval tako kot on. Tej domnevi v prid govori etimološka izpeljava  iz galskega *vero-dunon, kar pomeni velik utrjen hrib. Isti izvor bi lahko imelo tudi ime francoskega mesta Verdun. 